# نزف أسفل الملتحمة

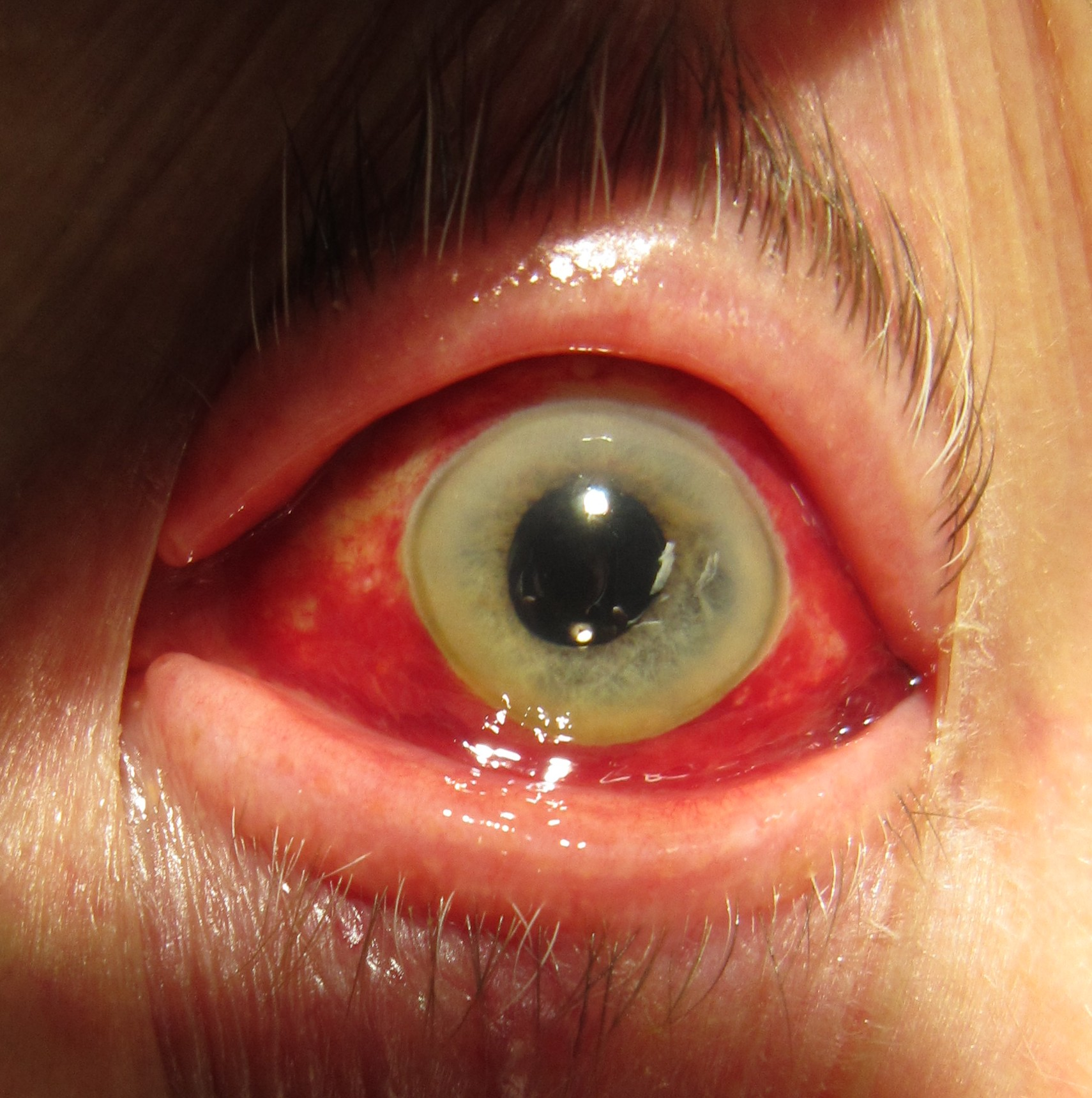
نزف تحت الملتحمة بسبب تمزق الأوعية الدموية المغذية للعين

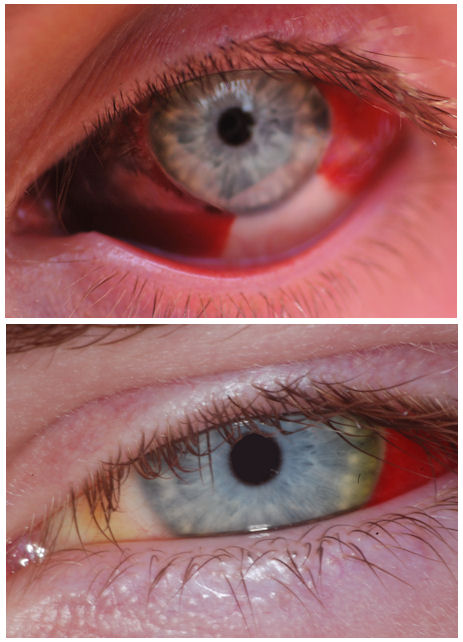
الصورة الأولى توضح نزف تحت الملتحمة الناتج عن الإجهادبعد مضي أسبوع.
الصورة الثانية :صورة لنفس العين ولكن بعد مرور أربعة أسابيع

نزف أسفل الملتحمة (بالإنجليزي: Subconjunctival hemorrhage) يسمى أيضا نزف تحت الملتحمة هو تسرب الدم من الأوعية الدموية المغذية للعين وترسبه في المنطقة الواقعة بين الملتحمة والصلبة، يظهر في المرحلة الأولى كطبقة حمراء فاتحة تحت الملتحمة الشفافة ثم ينتشر ويكون مثل كدمة صفراء أو خضراء اللون وعلى الرغم من مظهره المفزع إلا أنه غير مؤلم وعادة مايختفي في غضون أسبوعين.

## الأسباب
•	اعتلال دموي
•	سيلان الدم
•	حوادث الغوص (قناع الضغط – الضغط داخل القناع يزيد بزيادة العمق)
•	ارتفاع ضغط الدم الحاد
•	الليزك
• داء البريميات
•	إصابات العين الطفيفة
•	زيادة الضغط الوريدي
•	الاختناق
•	السعال
•	التمارين الشاقة
•	لمس/توسيع العين
•	القيء
•	الإجهاد لفترة طويلة
•	صدمة صدرية حادة
يحدث نزف تحت الملتحمة أيضا في الأطفال الرضع المصابين بمرض الإسقربوط أو مايسمى بثع (نقص فيتامين سي ) والمصابين بمتلازمة الاختناق الرضحي.

## العلاج
نزف تحت الملتحمة لا يحتاج عادة إلى علاج ولا ينصح باستخدام الإسبرين أو المثبطات مثل مضادات التهاب لاستيرويدية, وفي حال وجود حكة يمكن استخدام قطرة أو دموع صناعية للعين.

## وصلات خارجية
- eMedicine.com